# Tarzan and the She-Devil
Tarzan and the She-Devil é um filme norte-americano de 1953, do gênero aventura, dirigido por Kurt Neumann e estrelado por Lex Barker e Joyce Mackenzie.

## A produção
Tarzan e a Mulher Diabo foi o último filme de Lex Barker no papel do herói. Barker desejava alargar seus horizontes profissionais, apesar sentir-se grato ao personagem, que lhe deu o estrelato. Por essa época, os atores queriam maior liberdade sobre suas carreiras e não se submetiam mais a longos contratos com os estúdios. (Isso, aliado à concorrência da televisão e às leis antitruste, acabaram por dar um fim ao star system, que vigorava em Hollywood desde a década de 1930). Barker, influenciado por essa tendência, disse ao produtor Sol Lesser que, após Tarzan e a Mulher Diabo, poderia até voltar a vestir a tanga do rei das selvas, desde que houvesse um contrato para cada produção. A Lesser, um acordo assim não interessava; então, quando as filmagens terminaram, ele fez saber que o cargo de Tarzan estava vago.
O filme deveria chamar-se Tarzan Meets the Vampire (Tarzan Encontra a Vampira), mas o diretor Neumann julgou o título pouco realista e o renomeou para o atual. A "mulher diaba", no fim das contas, era apenas uma cruel caçadora de marfins.
Barker conheceu sua quinta Jane, Joyce Mackenzie, a nova aposta de Lesser em sua incansável procura pela nova Maureen O'Sullivan.
A aventura foi recebida com frieza pelo público. Um dos motivos mais citados é o fato de que o herói passava grande parte da ação prisioneiro.

## Sinopse
Uma expedição de caçadores de marfim, liderados pela sedutora Lyra, além de Vargo e Fidel, escraviza os membros de uma tribo. Tarzan interfere e é capturado. Jane, que ele julgava morta, também é presa sem ele saber. Abatido, Tarzan não tenta escapar mesmo quando é cruelmente torturado. As coisas só mudam de figura quando o Homem Macaco descobre que Jane está viva. Ele, então, chama seus amigos elefantes.

## Recepção crítica
A revista Variety explicou porque o filme não foi bem recebido: "Um Tarzan mais manso que em qualquer outra ocasião é oferecido aqui, o que resulta em tédio durante boa parte de seus setenta e cinco minutos. Os únicos chamativos são o título e a reputação passada da série... Manter o herói manietado por um longo período foi imperícia dos roteiristas".
Os autores de The RKO Story bateram na mesma tecla: "Lex Barker passa muito tempo (...) como um prisioneiro indefeso -- situação que causou grande consternação entre os fãs, que esperavam dele todo tipo de façanhas super-humanas." Ao fim e ao cabo, completam, "apesar do estrondo [dos elefantes] no final, este foi um dos mais tediosos exemplares da saga de Tarzan".
Para Leonard Maltin, estamos diante de uma "bobagem tediosa", em que o destaque é Raymond Burr, "excepcionalmente bem como um bandido".

## Elenco
| Ator/Atriz         | Personagem           |
| ------------------ | -------------------- |
| Lex Barker         | Tarzan               |
| Joyce Mackenzie    | Jane                 |
| Raymond Burr       | Vargo                |
| Monique van Vooren | Lyra, a Mulher Diabo |
| Tom Conway         | Fidel                |
| Michael Grainger   | Philippe Lavarre     |
| Henry Brandon      | M'Tara               |
| Robert Bice        | Maka                 |